# Cegła (elektronika)

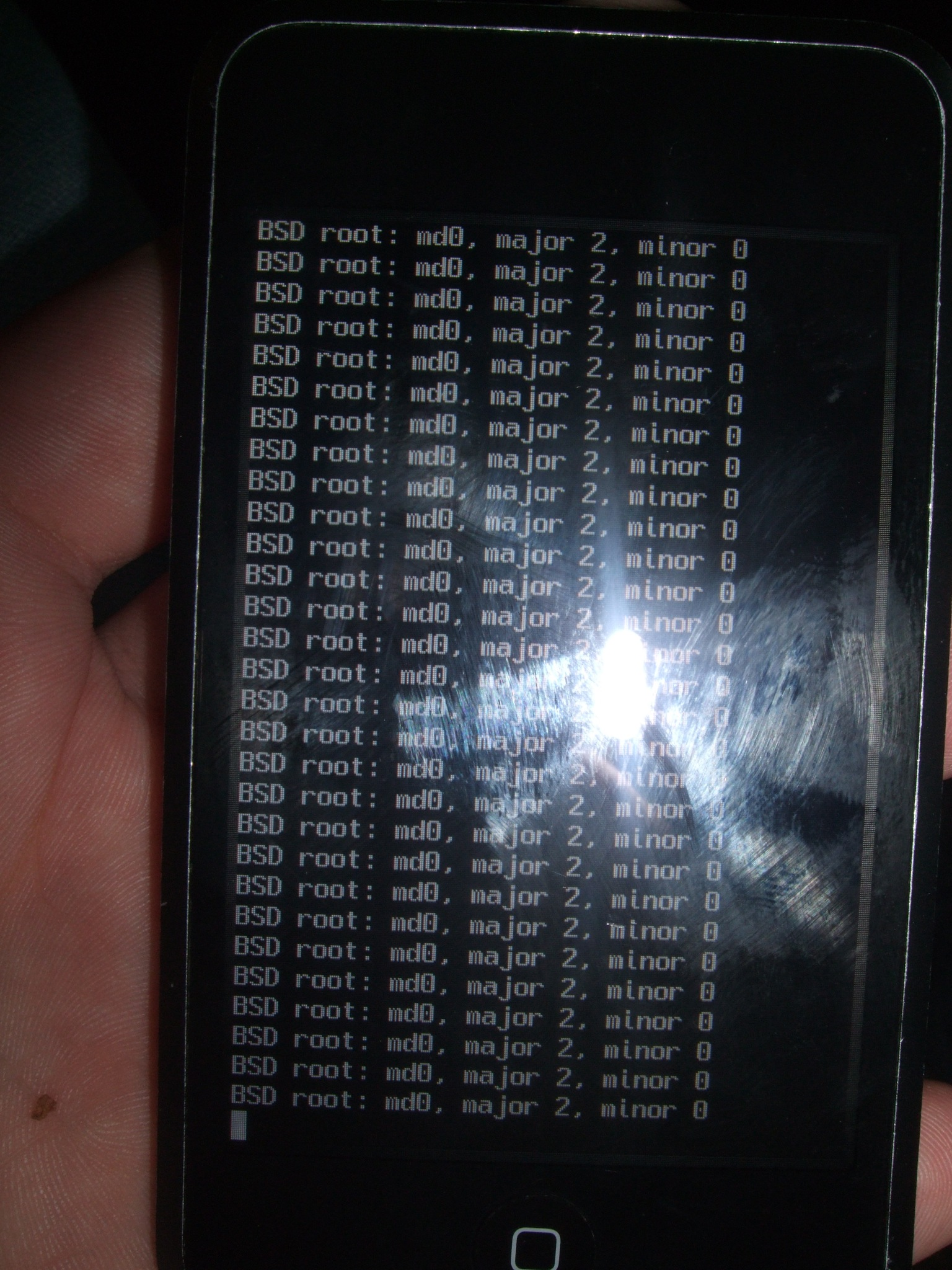
Uceglony iPod

Cegła – obrazowe określenie urządzenia elektronicznego (np. smartfonu, konsoli do gier, routera, tabletu, a nawet samochodu), które z powodu znacznych uszkodzeń fizycznych, błędnej konfiguracji, uszkodzonego oprogramowania lub problemu z podzespołami, nie działa prawidłowo i jest równie użyteczne jak cegła. Omawiane znaczenie polskiego słowa „cegła” powstało pod wpływem ang. brick.

## Etymologia i użycie
Określenie to wywodzi się od kształtu wielu urządzeń elektronicznych (często przypominających prostopadłościan) oraz sugestii, że uszkodzenie jest tak poważne, że spowodowało trwałe unieruchomienie urządzenia niczym cegły w murze.
W języku potocznym istnieje również czasownik „uceglić”, wywodzący się od słowa „cegła”. Na przykład: „Ucegliłem odtwarzacz MP3, gdy próbowałem zmodyfikować jego oprogramowanie”.

## Rodzaje
Przypadki uceglenia dzieli się na twarde i miękkie, w zależności od stopnia sprawności urządzenia.

### Twarda cegła
Wyrażenie „twarda cegła” dotyczy urządzenia, które w ogóle lub prawie w ogóle nie wykazuje oznak życia. Urządzenie takie się nie włącza, ani nie wyświetla żadnego logo producenta, ewentualnie ekran pozostaje wyłączony. Niektóre z głównych przyczyn takiego stanu to zainstalowanie wadliwego oprogramowania lub przerwana procedura flashowania.
Inne powody to flashowanie pliku głównego w miejscu innego pliku lub użycie niewłaściwych poleceń. Odnotowano błędy jądra, które mają wpływ na partycję /data w chipie eMMC, powodując jej uszkodzenie podczas niektórych operacji, takich jak formatowanie i flashowanie.
Przywrócenie urządzenia do pierwotnej funkcjonalności ze stanu twardej cegły uchodzi za trudne i wymaga użycia bezpośredniego interfejsu programującego kontroler. Taki interfejs służy do programowania początkowego na niezaprogramowanym urządzeniu. Mogą być jednak potrzebne dodatkowe narzędzia lub połączenia.

### Miękka cegła
„Miękka cegła” to urządzenie, które wykazuje pewne oznaki sprawności, ale nie uruchamia się prawidłowo lub wyświetla ekran błędu. Takie urządzenia można zazwyczaj naprawić. Na przykład urządzenie z systemem iOS może wyświetlać ekran instruujący użytkownika, aby podłączył urządzenie do komputera w celu odtworzenia instalacji systemu operacyjnego za pomocą oprogramowania iTunes.

## Przyczyny i zapobieganie
Uceglenie urządzenia bywa wynikiem przerwania próby aktualizacji oprogramowania w urządzeniach, które nie oferują takiej opcji. Jeśli aktualizacja zostanie przerwana przez awarię zasilania, interwencję użytkownika lub z jakiegokolwiek innego powodu, może dojść do częściowego nadpisania i uszkodzenia istniejącego oprogramowania. Ryzyko uceglenia można zminimalizować, podejmując wszelkie możliwe środki ostrożności przeciwko awariom zasilania.
Uceglenie bywa także konsekwencją zainstalowania wadliwego lub niekompatybilnego oprogramowania. Przykładem jest oprogramowanie DVD, które odtwarza tylko płyty DVD sprzedawane w danym regionie.
Urządzenia mogą być również uceglone przez działanie złośliwego oprogramowania, a czasem na skutek szkód wyrządzonych przez wadliwe oprogramowanie.
Niektóre urządzenia są wyposażone w oprogramowanie typu bootloader lub recovery, uruchamiane zwykle przez naciśnięcie przycisku. Składniki te nie umożliwiają standardowej pracy urządzenia, ale mogą pomóc w odtworzeniu oprogramowania wbudowanego.
Komputer osobisty, który działa w oparciu o system operacyjny Windows, może zostać uceglony poprzez zainstalowanie wadliwego sterownika urządzenia.

## Przywracanie funkcjonalności
Nie istnieje uniwersalna metoda na przywrócenie pierwotnej funkcjonalności uceglonego urządzenia. Mogą do tego jednak posłużyć specjalne programy tworzone przez społeczność użytkowników. Należą do nich m.in.: program Wiibrew BootMii, Nintendo Wiis, program Odin (używany do flashowania oprogramowania na urządzeniach z Androidem Samsunga), fastboot lub recovery, które umożliwiają ponowną instalację oprogramowania.
Komputer osobisty można odceglić przy użyciu funkcji przywracania systemu lub wcześniej sporządzonej kopii zapasowej.

## Usługi mobilne
W 2011 roku amerykański senator Charles Schumer zaproponował, aby telefony były uceglane po zgłoszeniu kradzieży. Niektórzy miejscowi szefowie policji się zgodzili. Jednakże w 2013 roku propozycja została odrzucona, ponieważ „jeśli taka możliwość zostałaby stworzona, wówczas byłaby w każdym telefonie, a zatem nie można by było jej utrzymać w tajemnicy, co mogłoby skutkować niepowołanemu wyłączeniu całych grup klientów, takich jak Departament Obrony, służby ratownicze czy organy ścigania”.